# 3520 Klopsteg
3520 Klopsteg је астероид главног астероидног појаса са средњом удаљеношћу од Сунца која износи 2,255 астрономских јединица (АЈ).
Апсолутна магнитуда астероида је 13,9.